# Svetovno prvenstvo v nogometu 1986
Svetovno prvenstvo v nogometu 1986, ki ga je med 31. majem in 29. junijem 1986 gostila Mehika, je bilo trinajsto Svetovno prvenstvo v nogometu. Svoj drugi naslov svetovnega prvaka je osvojila argentinska reprezentanca, drugo mesto je osvojila zahodnonemška, tretje pa francoska.

## Prizorišča
| Mesto                    | Stadion                        | Kapaciteta |
| ------------------------ | ------------------------------ | ---------- |
| Mexico City              | Estadio Azteca                 | 114.600    |
| Mexico City              | Estadio Olímpico Universitario | 72.000     |
| Guadalajara              | Estadio Jalisco                | 66.000     |
| Puebla                   | Estadio Cuauhtémoc             | 46.000     |
| San Nicolás de los Garza | Estadio Universitario          | 44.000     |
| Santiago de Querétaro    | Estadio La Corregidora         | 40.785     |
| Monterrey                | Estadio Tecnológico            | 38.000     |
| León                     | Estadio Nou Camp               | 35.000     |
| Ciudad Nezahualcóyotl    | Estadio Neza 86                | 35.000     |
| Irapuato                 | Estadio Sergio León Chavez     | 32.000     |
| Zapopan, Jalisco         | Estadio Tres de Marzo          | 30.000     |
| Toluca                   | Estadio Nemesio Díez           | 30.000     |

## Rezultati

### Predtekmovanje

#### Skupina A
| Reprezentanca | OT | Z | N | P | DG | PG | GR | TOČ |
| ------------- | -- | - | - | - | -- | -- | -- | --- |
| Argentina     | 3  | 2 | 1 | 0 | 6  | 2  | +4 | 5   |
| Italija       | 3  | 1 | 2 | 0 | 5  | 4  | +1 | 4   |
| Bolgarija     | 3  | 0 | 2 | 1 | 2  | 4  | −2 | 2   |
| Južna Koreja  | 3  | 0 | 1 | 2 | 4  | 7  | −3 | 1   |

| 31. maj 1986 12:00 | Italija       | 1 – 1      | Bolgarija   | Stadion: Estadio Azteca, Mexico City Gledalcev: 95.000 Sodnik: Erik Fredriksson |
| 31. maj 1986 12:00 | Altobelli 43' | (Poročilo) | Sirakov 85' | Stadion: Estadio Azteca, Mexico City Gledalcev: 95.000 Sodnik: Erik Fredriksson |

| 2. junij 1986 12:00 | Argentina                   | 3 – 1      | Južna Koreja       | Stadion: Estadio Olímpico Universitario, Mexico City Gledalcev: 60.000 Sodnik: Victoriano Sánchez Arminio |
| 2. junij 1986 12:00 | Valdano 6', 46' Ruggeri 18' | (Poročilo) | Park Chang-Sun 73' | Stadion: Estadio Olímpico Universitario, Mexico City Gledalcev: 60.000 Sodnik: Victoriano Sánchez Arminio |

| 5. junij 1986 12:00 | Italija             | 1 – 1      | Argentina    | Stadion: Estadio Cuauhtémoc, Puebla Gledalcev: 32.000 Sodnik: Jan Keizer |
| 5. junij 1986 12:00 | Altobelli 6' (pen.) | (Poročilo) | Maradona 34' | Stadion: Estadio Cuauhtémoc, Puebla Gledalcev: 32.000 Sodnik: Jan Keizer |

| 5. junij 1986 16:00 | Bolgarija | 1 – 1      | Južna Koreja     | Stadion: Estadio Olímpico Universitario, Mexico City Gledalcev: 45.000 Sodnik: Fallaj Al Shanar |
| 5. junij 1986 16:00 | Getov 11' | (Poročilo) | Kim Jong-Boo 70' | Stadion: Estadio Olímpico Universitario, Mexico City Gledalcev: 45.000 Sodnik: Fallaj Al Shanar |

| 10. junij 1986 12:00 | Južna Koreja                      | 2 – 3      | Italija                                   | Stadion: Estadio Cuauhtémoc, Puebla Gledalcev: 20.000 Sodnik: David Socha |
| 10. junij 1986 12:00 | Choi Soon-Ho 62' Huh Jung-Moo 83' | (Poročilo) | Altobelli 17', 73' Cho Kwang-Rae 82' (AG) | Stadion: Estadio Cuauhtémoc, Puebla Gledalcev: 20.000 Sodnik: David Socha |

| 10. junij 1986 12:00 | Argentina                 | 2 – 0      | Bolgarija | Stadion: Estadio Olímpico Universitario, Mexico City Gledalcev: 65.000 Sodnik: Berny Ulloa Morera |
| 10. junij 1986 12:00 | Valdano 3' Burruchaga 79' | (Poročilo) |           | Stadion: Estadio Olímpico Universitario, Mexico City Gledalcev: 65.000 Sodnik: Berny Ulloa Morera |

#### Skupina B
| Reprezentanca | OT | Z | N | P | DG | PG | GR | TOČ |
| ------------- | -- | - | - | - | -- | -- | -- | --- |
| Mehika        | 3  | 2 | 1 | 0 | 4  | 2  | +2 | 5   |
| Paragvaj      | 3  | 1 | 2 | 0 | 4  | 3  | +1 | 4   |
| Belgija       | 3  | 1 | 1 | 1 | 5  | 5  | 0  | 3   |
| Irak          | 3  | 0 | 0 | 3 | 1  | 4  | −3 | 0   |

| 3. junij 1986 12:00 | Mehika                   | 2 – 1      | Belgija         | Stadion: Estadio Azteca, Mexico City Gledalcev: 110.000 Sodnik: Carlos Espósito |
| 3. junij 1986 12:00 | Quirarte 23' Sánchez 39' | (Poročilo) | Vandenbergh 45' | Stadion: Estadio Azteca, Mexico City Gledalcev: 110.000 Sodnik: Carlos Espósito |

| 4. junij 1986 12:00 | Paragvaj   | 1 – 0      | Irak | Stadion: Estadio Nemesio Díez, Toluca Gledalcev: 25.000 Sodnik: Edwin Picon-Ackong |
| 4. junij 1986 12:00 | Romero 35' | (Poročilo) |      | Stadion: Estadio Nemesio Díez, Toluca Gledalcev: 25.000 Sodnik: Edwin Picon-Ackong |

| 7. junij 1986 12:00 | Mehika    | 1 – 1      | Paragvaj   | Stadion: Estadio Azteca, Mexico City Gledalcev: 114.000 Sodnik: George Courtney |
| 7. junij 1986 12:00 | Flores 3' | (Poročilo) | Romero 85' | Stadion: Estadio Azteca, Mexico City Gledalcev: 114.000 Sodnik: George Courtney |

| 8. junij 1986 12:00 | Irak      | 1 – 2      | Belgija                      | Stadion: Estadio Nemesio Díez, Toluca Gledalcev: 20.000 Sodnik: Jesús Díaz |
| 8. junij 1986 12:00 | Radhi 59' | (Poročilo) | Scifo 16' Claesen 19' (pen.) | Stadion: Estadio Nemesio Díez, Toluca Gledalcev: 20.000 Sodnik: Jesús Díaz |

| 11. junij 1986 12:00 | Paragvaj         | 2 – 2      | Belgija                  | Stadion: Estadio Nemesio Díez, Toluca Gledalcev: 16.000 Sodnik: Bogdan Dotčev |
| 11. junij 1986 12:00 | Cabañas 50', 76' | (Poročilo) | Vercauteren 30' Veyt 59' | Stadion: Estadio Nemesio Díez, Toluca Gledalcev: 16.000 Sodnik: Bogdan Dotčev |

| 11. junij 1986 12:00 | Irak | 0 – 1      | Mehika       | Stadion: Estadio Azteca, Mexico City Gledalcev: 111.000 Sodnik: Zoran Petrović |
| 11. junij 1986 12:00 |      | (Poročilo) | Quirarte 54' | Stadion: Estadio Azteca, Mexico City Gledalcev: 111.000 Sodnik: Zoran Petrović |

#### Skupina C
| Reprezentanca   | OT | Z | N | P | DG | PG | GR | TOČ |
| --------------- | -- | - | - | - | -- | -- | -- | --- |
| Sovjetska zveza | 3  | 2 | 1 | 0 | 9  | 1  | +8 | 5   |
| Francija        | 3  | 2 | 1 | 0 | 5  | 1  | +4 | 5   |
| Madžarska       | 3  | 1 | 0 | 2 | 2  | 9  | −7 | 2   |
| Kanada          | 3  | 0 | 0 | 3 | 0  | 5  | −5 | 0   |

| 1. junij 1986 16:00 | Kanada | 0 – 1      | Francija  | Stadion: Estadio Nou Camp, León Gledalcev: 36.000 Sodnik: Hernán Silva |
| 1. junij 1986 16:00 |        | (Poročilo) | Papin 79' | Stadion: Estadio Nou Camp, León Gledalcev: 36.000 Sodnik: Hernán Silva |

| 2. junij 1986 12:00 | Sovjetska zveza                                                             | 6 – 0      | Madžarska | Stadion: Estadio Sergio León Chavez, Irapuato Gledalcev: 16.500 Sodnik: Luigi Agnolin |
| 2. junij 1986 12:00 | Jakovenko 2' Alejnikov 4' Belanov 24' (pen.) Jaremčuk 66', 75' Rodionov 80' | (Poročilo) |           | Stadion: Estadio Sergio León Chavez, Irapuato Gledalcev: 16.500 Sodnik: Luigi Agnolin |

| 5. junij 1986 12:00 | Francija      | 1 – 1      | Sovjetska zveza | Stadion: Estadio Nou Camp, León Gledalcev: 36.500 Sodnik: Romualdo Arppi Filho |
| 5. junij 1986 12:00 | Fernández 60' | (Poročilo) | Rac 53'         | Stadion: Estadio Nou Camp, León Gledalcev: 36.500 Sodnik: Romualdo Arppi Filho |

| 6. junij 1986 12:00 | Madžarska               | 2 – 0      | Kanada | Stadion: Estadio Sergio León Chavez, Irapuato Gledalcev: 14.000 Sodnik: Jamal Al Sharif |
| 6. junij 1986 12:00 | Esterházy 2' Détári 75' | (Poročilo) |        | Stadion: Estadio Sergio León Chavez, Irapuato Gledalcev: 14.000 Sodnik: Jamal Al Sharif |

| 9. junij 1986 12:00 | Madžarska | 0 – 3      | Francija                             | Stadion: Estadio Nou Camp, León Gledalcev: 31.000 Sodnik: Carlos Silva Valente |
| 9. junij 1986 12:00 |           | (Poročilo) | Stopyra 29' Tigana 62' Rocheteau 84' | Stadion: Estadio Nou Camp, León Gledalcev: 31.000 Sodnik: Carlos Silva Valente |

| 9. junij 1986 12:00 | Sovjetska zveza        | 2 – 0      | Kanada | Stadion: Estadio Sergio León Chavez, Irapuato Gledalcev: 14.200 Sodnik: Idriss Traore |
| 9. junij 1986 12:00 | Blohin 58' Zavarov 74' | (Poročilo) |        | Stadion: Estadio Sergio León Chavez, Irapuato Gledalcev: 14.200 Sodnik: Idriss Traore |

#### Skupina D
| Reprezentanca | OT | Z | N | P | DG | PG | GR | TOČ |
| ------------- | -- | - | - | - | -- | -- | -- | --- |
| Brazilija     | 3  | 3 | 0 | 0 | 5  | 0  | +5 | 6   |
| Španija       | 3  | 2 | 0 | 1 | 5  | 2  | +3 | 4   |
| Severna Irska | 3  | 0 | 1 | 2 | 2  | 6  | −4 | 1   |
| Alžirija      | 3  | 0 | 1 | 2 | 1  | 5  | −4 | 1   |

| 1. junij 1986 12:00 | Španija | 0 – 1      | Brazilija    | Stadion: Estadio Jalisco, Guadalajara Gledalcev: 65.000 Sodnik: Chris Bambridge |
| 1. junij 1986 12:00 |         | (Poročilo) | Sócrates 62' | Stadion: Estadio Jalisco, Guadalajara Gledalcev: 65.000 Sodnik: Chris Bambridge |

| 3. junij 1986 12:00 | Alžirija   | 1 – 1      | Severna Irska | Stadion: Estadio Tres de Marzo, Guadalajara Gledalcev: 22.000 Sodnik: ValeriJ Butenko |
| 3. junij 1986 12:00 | Zidane 59' | (Poročilo) | Whiteside 6'  | Stadion: Estadio Tres de Marzo, Guadalajara Gledalcev: 22.000 Sodnik: ValeriJ Butenko |

| 6. junij 1986 12:00 | Brazilija  | 1 – 0      | Alžirija | Stadion: Estadio Jalisco, Guadalajara Gledalcev: 48.000 Sodnik: Rómulo Méndez |
| 6. junij 1986 12:00 | Careca 66' | (Poročilo) |          | Stadion: Estadio Jalisco, Guadalajara Gledalcev: 48.000 Sodnik: Rómulo Méndez |

| 7. junij 1986 12:00 | Severna Irska | 1 – 2      | Španija                   | Stadion: Estadio Tres de Marzo, Guadalajara Gledalcev: 28.000 Sodnik: Horst Brummeier |
| 7. junij 1986 12:00 | Clarke 46'    | (Poročilo) | Butragueño 1' Salinas 18' | Stadion: Estadio Tres de Marzo, Guadalajara Gledalcev: 28.000 Sodnik: Horst Brummeier |

| 12. junij 1986 12:00 | Severna Irska | 0 – 3      | Brazilija                   | Stadion: Estadio Jalisco, Guadalajara Gledalcev: 51.000 Sodnik: Siegfried Kirschen |
| 12. junij 1986 12:00 |               | (Poročilo) | Careca 15', 87' Josimar 42' | Stadion: Estadio Jalisco, Guadalajara Gledalcev: 51.000 Sodnik: Siegfried Kirschen |

| 12. junij 1986 12:00 | Alžirija | 0 – 3      | Španija                   | Stadion: Estadio Tecnológico, Monterrey Gledalcev: 20.000 Sodnik: Šizuo Takada |
| 12. junij 1986 12:00 |          | (Poročilo) | Calderé 15', 68' Eloy 70' | Stadion: Estadio Tecnológico, Monterrey Gledalcev: 20.000 Sodnik: Šizuo Takada |

#### Skupina E
| Reprezentanca   | OT | Z | N | P | DG | PG | GR | TOČ |
| --------------- | -- | - | - | - | -- | -- | -- | --- |
| Danska          | 3  | 3 | 0 | 0 | 9  | 1  | +8 | 6   |
| Zahodna Nemčija | 3  | 1 | 1 | 1 | 3  | 4  | −1 | 3   |
| Urugvaj         | 3  | 0 | 2 | 1 | 2  | 7  | −5 | 2   |
| Škotska         | 3  | 0 | 1 | 2 | 1  | 3  | −2 | 1   |

| 4. junij 1986 12:00 | Urugvaj      | 1 – 1      | Zahodna Nemčija | Stadion: Estadio La Corregidora, Querétaro Gledalcev: 30.000 Sodnik: Vojtěch Christov |
| 4. junij 1986 12:00 | Alzamendi 4' | (Poročilo) | Allofs 84'      | Stadion: Estadio La Corregidora, Querétaro Gledalcev: 30.000 Sodnik: Vojtěch Christov |

| 4. junij 1986 16:00 | Škotska | 0 – 1      | Danska            | Stadion: Estadio Neza 86, Nezahualcóyotl Gledalcev: 18.000 Sodnik: Lajos Nemeth |
| 4. junij 1986 16:00 |         | (Poročilo) | Elkjær Larsen 57' | Stadion: Estadio Neza 86, Nezahualcóyotl Gledalcev: 18.000 Sodnik: Lajos Nemeth |

| 8. junij 1986 12:00 | Zahodna Nemčija       | 2 – 1      | Škotska      | Stadion: Estadio La Corregidora, Querétaro Gledalcev: 30.000 Sodnik: Ioan Igna |
| 8. junij 1986 12:00 | Völler 23' Allofs 49' | (Poročilo) | Strachan 18' | Stadion: Estadio La Corregidora, Querétaro Gledalcev: 30.000 Sodnik: Ioan Igna |

| 8. junij 1986 16:00 | Danska                                                         | 6 – 1      | Urugvaj                | Stadion: Estadio Neza 86, Nezahualcóyotl Gledalcev: 26.000 Sodnik: Antonio Márquez Ramírez |
| 8. junij 1986 16:00 | Elkjær Larsen 11', 67', 80' Lerby 41' Laudrup 52' J. Olsen 88' | (Poročilo) | Francescoli 45' (pen.) | Stadion: Estadio Neza 86, Nezahualcóyotl Gledalcev: 26.000 Sodnik: Antonio Márquez Ramírez |

| 13. junij 1986 12:00 | Danska                          | 2 – 0      | Zahodna Nemčija | Stadion: Estadio La Corregidora, Querétaro Gledalcev: 36.000 Sodnik: Alexis Ponnet |
| 13. junij 1986 12:00 | J. Olsen 43' (pen.) Eriksen 62' | (Poročilo) |                 | Stadion: Estadio La Corregidora, Querétaro Gledalcev: 36.000 Sodnik: Alexis Ponnet |

| 13. junij 1986 12:00 | Škotska    | 0 – 0 | Urugvaj | Stadion: Estadio Neza 86, Nezahualcóyotl Gledalcev: 20.000 Sodnik: Joël Quiniou |
| 13. junij 1986 12:00 | (Poročilo) |       |         | Stadion: Estadio Neza 86, Nezahualcóyotl Gledalcev: 20.000 Sodnik: Joël Quiniou |

#### Skupina F
| Reprezentanca | OT | Z | N | P | DG | PG | GR | TOČ |
| ------------- | -- | - | - | - | -- | -- | -- | --- |
| Maroko        | 3  | 1 | 2 | 0 | 3  | 1  | +2 | 4   |
| Anglija       | 3  | 1 | 1 | 1 | 3  | 1  | +2 | 3   |
| Poljska       | 3  | 1 | 1 | 1 | 1  | 3  | −2 | 3   |
| Portugalska   | 3  | 1 | 0 | 2 | 2  | 4  | −2 | 2   |

| 2. junij 1986 16:00 | Maroko     | 0 – 0 | Poljska | Stadion: Estadio Universitario, Monterrey Gledalcev: 19.000 Sodnik: José Luis Martínez Bazán |
| 2. junij 1986 16:00 | (Poročilo) |       |         | Stadion: Estadio Universitario, Monterrey Gledalcev: 19.000 Sodnik: José Luis Martínez Bazán |

| 3. junij 1986 16:00 | Portugalska       | 1 – 0      | Anglija | Stadion: Estadio Tecnológico, Monterrey Gledalcev: 23.000 Sodnik: Volker Roth |
| 3. junij 1986 16:00 | Carlos Manuel 76' | (Poročilo) |         | Stadion: Estadio Tecnológico, Monterrey Gledalcev: 23.000 Sodnik: Volker Roth |

| 6. junij 1986 16:00 | Anglija    | 0 – 0 | Maroko | Stadion: Estadio Tecnológico, Monterrey Gledalcev: 20.000 Sodnik: Gabriel González |
| 6. junij 1986 16:00 | (Poročilo) |       |        | Stadion: Estadio Tecnológico, Monterrey Gledalcev: 20.000 Sodnik: Gabriel González |

| 7. junij 1986 16:00 | Poljska      | 1 – 0      | Portugalska | Stadion: Estadio Universitario, Monterrey Gledalcev: 20.000 Sodnik: Ali Bin Nasser |
| 7. junij 1986 16:00 | Smolarek 68' | (Poročilo) |             | Stadion: Estadio Universitario, Monterrey Gledalcev: 20.000 Sodnik: Ali Bin Nasser |

| 11. junij 1986 16:00 | Anglija              | 3 – 0      | Poljska | Stadion: Estadio Universitario, Monterrey Gledalcev: 23.000 Sodnik: André Daina |
| 11. junij 1986 16:00 | Lineker 9', 14', 34' | (Poročilo) |         | Stadion: Estadio Universitario, Monterrey Gledalcev: 23.000 Sodnik: André Daina |

| 11. junij 1986 16:00 | Portugalska    | 1 – 3      | Maroko                           | Stadion: Estadio Tres de Marzo, Guadalajara Gledalcev: 24.000 Sodnik: Alan Snoddy |
| 11. junij 1986 16:00 | Diamantino 80' | (Poročilo) | Khairi 19', 26' Merry Krimau 62' | Stadion: Estadio Tres de Marzo, Guadalajara Gledalcev: 24.000 Sodnik: Alan Snoddy |

#### Napredovanje tretjeuvrščenih
| Reprezentanca     | OT | Z | N | P | DG | PG | GR | TOČ |
| ----------------- | -- | - | - | - | -- | -- | -- | --- |
| Belgija (B)       | 3  | 1 | 1 | 1 | 5  | 5  | 0  | 3   |
| Poljska (F)       | 3  | 1 | 1 | 1 | 1  | 3  | −2 | 3   |
| Bolgarija (A)     | 3  | 0 | 2 | 1 | 2  | 4  | −2 | 2   |
| Urugvaj (E)       | 3  | 0 | 2 | 1 | 2  | 7  | −5 | 2   |
| Madžarska (C)     | 3  | 1 | 0 | 2 | 2  | 9  | −7 | 2   |
| Severna Irska (D) | 3  | 0 | 1 | 2 | 2  | 6  | −4 | 1   |

### Zaključni del
|  | Osmina finala           | Osmina finala           |                         |       | Četrtfinale     | Četrtfinale  |                    |                    | Polfinale | Polfinale |  |  | Finale | Finale |
|  |                         |                         |                         |       |                 |              |                    |                    |           |           |  |  |        |        |
|  | 16. junij – Puebla      |                         |                         |       |                 |              |                    |                    |           |           |  |  |        |        |
|  |                         |                         |                         |       |                 |              |                    |                    |           |           |  |  |        |        |
|  | Argentina               | 1                       |                         |       |                 |              |                    |                    |           |           |  |  |        |        |
|  | Argentina               | 1                       | 22. junij – Mexico City |       |                 |              |                    |                    |           |           |  |  |        |        |
|  | Urugvaj                 | 0                       |                         |       |                 |              |                    |                    |           |           |  |  |        |        |
|  | Urugvaj                 | 0                       | Argentina               | 2     |                 |              |                    |                    |           |           |  |  |        |        |
|  | 18. junij – Mexico City |                         | Argentina               | 2     |                 |              |                    |                    |           |           |  |  |        |        |
|  |                         | Anglija                 | 1                       |       |                 |              |                    |                    |           |           |  |  |        |        |
|  | Anglija                 | Anglija                 | 1                       | 3     |                 |              |                    |                    |           |           |  |  |        |        |
|  | Anglija                 |                         | 25. junij – Mexico City | 3     |                 |              |                    |                    |           |           |  |  |        |        |
|  | Paragvaj                | 0                       |                         |       |                 |              |                    |                    |           |           |  |  |        |        |
|  | Paragvaj                | 0                       | Argentina               | 2     |                 |              |                    |                    |           |           |  |  |        |        |
|  | 18. junij – Querétaro   |                         | Argentina               | 2     |                 |              |                    |                    |           |           |  |  |        |        |
|  |                         | Belgija                 | 0                       |       |                 |              |                    |                    |           |           |  |  |        |        |
|  | Danska                  | Belgija                 | 0                       | 1     |                 |              |                    |                    |           |           |  |  |        |        |
|  | Danska                  | 22. junij – Puebla      |                         | 1     |                 |              |                    |                    |           |           |  |  |        |        |
|  | Španija                 | 5                       |                         |       |                 |              |                    |                    |           |           |  |  |        |        |
|  | Španija                 | 5                       | Belgija (pen.)          | 1 (5) |                 |              |                    |                    |           |           |  |  |        |        |
|  | 15. junij – León        |                         | Belgija (pen.)          | 1 (5) |                 |              |                    |                    |           |           |  |  |        |        |
|  |                         | Španija                 | 1 (4)                   |       |                 |              |                    |                    |           |           |  |  |        |        |
|  | Sovjetska zveza         | Španija                 | 1 (4)                   | 3     |                 |              |                    |                    |           |           |  |  |        |        |
|  | Sovjetska zveza         |                         | 29. junij – Mexico City | 3     |                 |              |                    |                    |           |           |  |  |        |        |
|  | Belgija (p.p.)          | 4                       |                         |       |                 |              |                    |                    |           |           |  |  |        |        |
|  | Belgija (p.p.)          | 4                       | Argentina               | 3     |                 |              |                    |                    |           |           |  |  |        |        |
|  | 16. junij – Guadalajara |                         | Argentina               | 3     |                 |              |                    |                    |           |           |  |  |        |        |
|  |                         | Zahodna Nemčija         | 2                       |       |                 |              |                    |                    |           |           |  |  |        |        |
|  | Brazilija               | Zahodna Nemčija         | 2                       | 4     |                 |              |                    |                    |           |           |  |  |        |        |
|  | Brazilija               | 21. junij – Guadalajara |                         | 4     |                 |              |                    |                    |           |           |  |  |        |        |
|  | Poljska                 | 0                       |                         |       |                 |              |                    |                    |           |           |  |  |        |        |
|  | Poljska                 | 0                       | Brazilija               | 1 (3) |                 |              |                    |                    |           |           |  |  |        |        |
|  | 17. junij – Mexico City |                         | Brazilija               | 1 (3) |                 |              |                    |                    |           |           |  |  |        |        |
|  |                         | Francija (pen.)         | 1 (4)                   |       |                 |              |                    |                    |           |           |  |  |        |        |
|  | Italija                 | Francija (pen.)         | 1 (4)                   | 0     |                 |              |                    |                    |           |           |  |  |        |        |
|  | Italija                 |                         | 25. junij – Guadalajara | 0     |                 |              |                    |                    |           |           |  |  |        |        |
|  | Francija                | 2                       |                         |       |                 |              |                    |                    |           |           |  |  |        |        |
|  | Francija                | 2                       | Francija                | 0     |                 |              |                    |                    |           |           |  |  |        |        |
|  | 17. junij – Monterrey   |                         | Francija                | 0     |                 |              |                    |                    |           |           |  |  |        |        |
|  |                         | Zahodna Nemčija         | 2                       |       | Tretje mesto    | Tretje mesto |                    |                    |           |           |  |  |        |        |
|  | Maroko                  | Zahodna Nemčija         | 2                       | 0     | Tretje mesto    | Tretje mesto |                    |                    |           |           |  |  |        |        |
|  | Maroko                  | 21. junij – Monterrey   | 21. junij – Monterrey   | 0     |                 |              | 28. junij – Puebla | 28. junij – Puebla |           |           |  |  |        |        |
|  | Zahodna Nemčija         | 21. junij – Monterrey   | 21. junij – Monterrey   | 1     |                 |              | 28. junij – Puebla | 28. junij – Puebla |           |           |  |  |        |        |
|  | Zahodna Nemčija         | Zahodna Nemčija (pen.)  | 0 (4)                   | 1     | Francija (p.p.) | 4            |                    |                    |           |           |  |  |        |        |
|  | 15. junij – Mexico City | Zahodna Nemčija (pen.)  | 0 (4)                   |       | Francija (p.p.) | 4            |                    |                    |           |           |  |  |        |        |
|  |                         | Mehika                  | 0 (1)                   |       | Belgija         | 2            |                    |                    |           |           |  |  |        |        |
|  | Mehika                  | Mehika                  | 0 (1)                   | 2     | Belgija         | 2            |                    |                    |           |           |  |  |        |        |
|  | Mehika                  |                         |                         | 2     |                 |              |                    |                    |           |           |  |  |        |        |
|  | Bolgarija               | 0                       |                         |       |                 |              |                    |                    |           |           |  |  |        |        |
|  | Bolgarija               | 0                       |                         |       |                 |              |                    |                    |           |           |  |  |        |        |

#### Šestnajstina finala
| 15. junij 1986 12:00 | Mehika                 | 2 – 0      | Bolgarija | Stadion: Estadio Azteca, Mexico City Gledalcev: 115.000 Sodnik: Romualdo Arppi Filho |
| 15. junij 1986 12:00 | Negrete 34' Servín 61' | (Poročilo) |           | Stadion: Estadio Azteca, Mexico City Gledalcev: 115.000 Sodnik: Romualdo Arppi Filho |

| 15. junij 1986 16:00 | Sovjetska zveza               | 3 – 4 podaljšek | Belgija                                         | Stadion: Estadio Nou Camp, León Gledalcev: 32.300 Sodnik: Erik Fredriksson |
| 15. junij 1986 16:00 | Belanov 27', 70', 111' (pen.) | (Poročilo)      | Scifo 56' Ceulemans 77' Demol 102' Claesen 110' | Stadion: Estadio Nou Camp, León Gledalcev: 32.300 Sodnik: Erik Fredriksson |

| 16. junij 1986 12:00 | Brazilija                                                    | 4 – 0      | Poljska | Stadion: Estadio Jalisco, Guadalajara Gledalcev: 45.000 Sodnik: Volker Roth |
| 16. junij 1986 12:00 | Sócrates 30' (pen.) Josimar 55' Edinho 79' Careca 83' (pen.) | (Poročilo) |         | Stadion: Estadio Jalisco, Guadalajara Gledalcev: 45.000 Sodnik: Volker Roth |

| 16. junij 1986 16:00 | Argentina    | 1 – 0      | Urugvaj | Stadion: Estadio Cuauhtémoc, Puebla Gledalcev: 26.000 Sodnik: Luigi Agnolin |
| 16. junij 1986 16:00 | Pasculli 42' | (Poročilo) |         | Stadion: Estadio Cuauhtémoc, Puebla Gledalcev: 26.000 Sodnik: Luigi Agnolin |

| 17. junij 1986 12:00 | Italija | 0 – 2      | Francija                | Stadion: Estadio Olímpico Universitario, Mexico City Gledalcev: 70.000 Sodnik: Carlos Espósito |
| 17. junij 1986 12:00 |         | (Poročilo) | Platini 15' Stopyra 57' | Stadion: Estadio Olímpico Universitario, Mexico City Gledalcev: 70.000 Sodnik: Carlos Espósito |

| 17. junij 1986 16:00 | Maroko | 0 – 1      | Zahodna Nemčija | Stadion: Estadio Universitario, Monterrey Gledalcev: 19.000 Sodnik: Zoran Petrović |
| 17. junij 1986 16:00 |        | (Poročilo) | Matthäus 87'    | Stadion: Estadio Universitario, Monterrey Gledalcev: 19.000 Sodnik: Zoran Petrović |

| 18. junij 1986 12:00 | Anglija                        | 3 – 0      | Paragvaj | Stadion: Estadio Azteca, Mexico City Gledalcev: 99.000 Sodnik: Jamal Al Sharif |
| 18. junij 1986 12:00 | Lineker 31', 73' Beardsley 56' | (Poročilo) |          | Stadion: Estadio Azteca, Mexico City Gledalcev: 99.000 Sodnik: Jamal Al Sharif |

| 18. junij 1986 16:00 | Danska              | 1 – 5      | Španija                                                    | Stadion: Estadio La Corregidora, Querétaro Gledalcev: 38.500 Sodnik: Jan Keizer |
| 18. junij 1986 16:00 | J. Olsen 33' (pen.) | (Poročilo) | Butragueño 43', 56', 80', 88' (pen.) Goikoetxea 68' (pen.) | Stadion: Estadio La Corregidora, Querétaro Gledalcev: 38.500 Sodnik: Jan Keizer |

#### Četrtfinale
| 21. junij 1986 12:00 | Brazilija  | 1 – 1      | Francija    | Stadion: Estadio Jalisco, Guadalajara Gledalcev: 65.000 Sodnik: Ioan Igna |
| 21. junij 1986 12:00 | Careca 17' | (Poročilo) | Platini 40' | Stadion: Estadio Jalisco, Guadalajara Gledalcev: 65.000 Sodnik: Ioan Igna |

|                                         |                 |                                          |  |
|                                         | Kazenski streli |                                          |  |
| Sócrates Alemão Zico Branco Júlio César | 3 – 4           | Stopyra Amoros Bellone Platini Fernández |  |

| 21. junij 1986 16:00 | Zahodna Nemčija | 0 – 0 podaljšek | Mehika | Stadion: Estadio Universitario, Monterrey Gledalcev: 44.000 Sodnik: Jesús Díaz |
| 21. junij 1986 16:00 | (Poročilo)      |                 |        | Stadion: Estadio Universitario, Monterrey Gledalcev: 44.000 Sodnik: Jesús Díaz |

|                                   |                 |                         |  |
|                                   | Kazenski streli |                         |  |
| Allofs Brehme Matthäus Littbarski | 4 – 1           | Negrete Quirarte Servín |  |

| 22. junij 1986 12:00 | Argentina         | 2 – 1      | Anglija     | Stadion: Estadio Azteca, Mexico City Gledalcev: 115.000 Sodnik: Ali Bin Nasser |
| 22. junij 1986 12:00 | Maradona 51', 55' | (Poročilo) | Lineker 81' | Stadion: Estadio Azteca, Mexico City Gledalcev: 115.000 Sodnik: Ali Bin Nasser |

| 22. junij 1986 16:00 | Španija   | 1 – 1 (podaljšek) | Belgija       | Stadion: Estadio Cuauhtémoc, Puebla Gledalcev: 45.000 Sodnik: Siegfried Kirschen |
| 22. junij 1986 16:00 | Señor 85' | (Poročilo)        | Ceulemans 35' | Stadion: Estadio Cuauhtémoc, Puebla Gledalcev: 45.000 Sodnik: Siegfried Kirschen |

|                                     |                 |                                              |  |
|                                     | Kazenski streli |                                              |  |
| Señor Eloy Chendo Butragueño Víctor | 4 – 5           | Claesen Scifo Broos Vervoort L. Van Der Elst |  |

#### Polinale
| 25. junij 1986 12:00 | Francija | 0 – 2      | Zahodna Nemčija      | Stadion: Estadio Jalisco, Guadalajara Gledalcev: 50.000 Sodnik: Luigi Agnolin |
| 25. junij 1986 12:00 |          | (Poročilo) | Brehme 9' Völler 89' | Stadion: Estadio Jalisco, Guadalajara Gledalcev: 50.000 Sodnik: Luigi Agnolin |

| 25. junij 1986 16:00 | Argentina         | 2 – 0      | Belgija | Stadion: Estadio Azteca, Mexico City Gledalcev: 110.000 Sodnik: Antonio Márquez Ramírez |
| 25. junij 1986 16:00 | Maradona 51', 63' | (Poročilo) |         | Stadion: Estadio Azteca, Mexico City Gledalcev: 110.000 Sodnik: Antonio Márquez Ramírez |

#### Za tretje mesto
| 28. junij 1986 12:00 | Francija                                               | 4 – 2 (podaljšek) | Belgija                   | Stadion: Estadio Cuauhtémoc, Puebla Gledalcev: 21.000 Sodnik: George Courtney |
| 28. junij 1986 12:00 | Ferreri 27' Papin 43' Genghini 104' Amoros 111' (pen.) | (Poročilo)        | Ceulemans 11' Claesen 73' | Stadion: Estadio Cuauhtémoc, Puebla Gledalcev: 21.000 Sodnik: George Courtney |

#### Finale
| 29. junij 1986 12:00 | Argentina                            | 3 – 2      | Zahodna Nemčija           | Stadion: Estadio Azteca, Mexico City Gledalcev: 114.600 Sodnik: Romualdo Arppi Filho |
| 29. junij 1986 12:00 | Brown 23' Valdano 55' Burruchaga 83' | (Poročilo) | Rummenigge 74' Völler 80' | Stadion: Estadio Azteca, Mexico City Gledalcev: 114.600 Sodnik: Romualdo Arppi Filho |

## Statistika

### Strelci
| 6 golov - Gary Lineker 5 golov - Diego Maradona - Careca - Emilio Butragueño 4 goli - Jorge Valdano - Preben Elkjær Larsen - Alessandro Altobelli - Igor Belanov 3 goli - Jan Ceulemans - Nico Claesen - Jesper Olsen - Rudi Völler 2 gola - Jorge Burruchaga - Enzo Scifo - Josimar - Sócrates - Jean-Pierre Papin - Michel Platini - Yannick Stopyra - Klaus Allofs - Fernando Quirarte - Abderrazak Khairi - Roberto Cabañas - Julio César Romero - Ramón Calderé - Ivan Jaremčuk | 1 gol - Djamel Zidane - José Luis Brown - Pedro Pasculli - Oscar Ruggeri - Stéphane Demol - Erwin Vandenbergh - Franky Vercauteren - Daniel Veyt - Edinho - Plamen Getov - Nasko Sirakov - John Eriksen - Michael Laudrup - Søren Lerby - Peter Beardsley - Manuel Amoros - Luis Fernández - Jean-Marc Ferreri - Bernard Genghini - Dominique Rocheteau - Jean Tigana - Andreas Brehme - Lothar Matthäus - Karl-Heinz Rummenigge - Lajos Détári - Márton Esterházy - Ahmed Radhi - Luis Flores - Manuel Negrete - Hugo Sánchez - Raúl Servín - Abdelkrim Merry Krimau | - Colin Clarke - Norman Whiteside - Włodzimierz Smolarek - Carlos Manuel - Diamantino - Gordon Strachan - Choi Soon-Ho - Huh Jung-Moo - Kim Jong-Boo - Park Chang-Seon - Sergej Alejnikov - Oleg Blohin - Vasilij Rac - Sergej Rodionov - Pavel Jakovenko - Aleksander Zavarov - Eloy - Andoni Goikoetxea - Julio Salinas - Juan Antonio Señor - Antonio Alzamendi - Enzo Francescoli Avtogol - Cho Kwang-Rae |